# Peter Andersson (acteur)
Pour les articles homonymes, voir Andersson et Peter Andersson.
Ulf Harry Peter Andersson, né le 12 février 1953 à Göteborg (Suède), est un acteur suédois, célèbre au Danemark pour son rôle de Féroïen dans le film Lumières dansantes (Flickering Lights, 2000). 

## Filmographie partielle

### Au cinéma
| Année | Titre                                                                     | Rôle                  | Remarques |
| ----- | ------------------------------------------------------------------------- | --------------------- | --------- |
| 2019  | Le Coupable idéal                                                         | Jan Olsson            |           |
| 2016  | Underworld: Blood Wars                                                    | Vidar                 |           |
| 2015  | Les Dossiers secrets du Vatican                                           | Cardinal Bruun        |           |
| 2014  | The Ryan Initiative                                                       | Dimitri Lemkov        |           |
| 2012  | Hamilton : Dans l'intérêt de la nation                                    | Staffan Wärnman       |           |
| 2009  | Millénium                                                                 | Nils Bjurman          |           |
| 2009  | Millénium 2 : La Fille qui rêvait d'un bidon d'essence et d'une allumette | Nils Bjurman          |           |
| 2008  | La Rébellion de Kautokeino                                                | Lars Johan Bucht      |           |
| 2003  | Aube                                                                      | Olof                  |           |
| 2000  | Lumières dansantes                                                        | Færingen (le Faroese) |           |
| 1999  | Tolérance zéro                                                            | Leo Gaut              |           |
| 1996  | Pusher                                                                    | Hasse                 |           |
| 1993  | Sista dansen                                                              | Lennart Waltner       |           |
| 1992  | Maison des anges                                                          | Ragnar Zetterberg     |           |

## À la télévision
| 2022 | The Dark Heart                     | Bengt Ljungqvist |  |
| 2021 | L'Improbable Assassin d'Olof Palme | Arne Irvell      |  |
| 2015 | Jordskott, la forêt des disparus   | Gustaf Borén     |  |

## Récompenses et distinctions
- (en) Ulf Harry Peter Andersson: Awards, sur l'Internet Movie Database